# Marcipa argillacea
Marcipa argillacea là một loài bướm đêm trong họ Erebidae.